# جزيرة غينتينغ الصغرى
جزيرة غينتينغ الصغرى وهي جزيرة من جزر إندونيسيا، وتقع في إقليم جاكارتا، في بولاو سيريبو ضمن شمال الجزر الألف.